# Sello Azul
Sello Azul es una discográfica de origen chileno dependiente de la Fundación Música de Chile, compuesta por varias organizaciones, entre ellas la SCD (Sociedad Chilena del Derecho de Autor). Fue fundada a principios del siglo XXI con sede en Santiago de Chile.
Se trata de una compañía discográfica sin fines de lucro que se preocupa de dar a conocer a nivel masivo el producto musical —exclusivamente chileno— de artistas que tienen el talento y la calidad suficientes para triunfar, pero no lo han logrado porque desarrollan su trabajo de manera independiente.
Entre los artistas más destacados que han desfilado por su catálogo destacan Golem, Sinergia, Cholomandinga, Los Mismos, Fahrenheit, Inestable, La Mano Ajena, Las Capitalinas, Teleradio Donoso, Juana Fe, Camila Moreno o María Colores entre muchos otros, con un total de más de 50 producciones y proporcionando un soplo de aire fresco a la escena musical de Chile.
En 2005 la entidad se hace acreedora al Premio a la Música Presidente de la República, debido a su aporte a la cultura e identidad nacional.